# کیم سارنگ (بازیگر)
کیم سارنگ (به انگلیسی: Kim Sa-rang؛ به‌کره‌ای: 김사랑؛ زاده ۱۲ ژانویه ۱۹۷۸) بازیگر و مدل اهل کره جنوبی است. وی بیشتر به خاطر بازی در سریال‌های تلویزیونی باغ مخفی با بازی هیون بین، فیلم عشقی برای کشتن با باران و فیلم این عشق من با جو جین مو در میان مردم کره شناخته شده‌است. وی همچنین به عنوان تاج‌گذار کره در سال ۲۰۰۰ و نماینده کره جنوبی در دوره مسابقه دوشیزه جهانی منتخب شد و در پنجاهمین دوره مسابقه دوشیزه جهان در پورتوریکو برنده شد. کیم سارنگ همچنین برنده «بهترین لباس ملی» هانبوک است.

## زندگی و تحصیلات
کیم سارنگ در ۱۲ ژانویه ۱۹۷۸ میلادی در کره جنوبی متولد شد. او از دبیرستان دخترانه Gwangyoung فارغ‌التحصیل شد. کیم هم لیسانس و هم فوق لیسانس موسیقی سنتی کره را در دانشگاه یونگ این گرفت. او یک برادر کوچکتر از خودش دارد.

## شغل

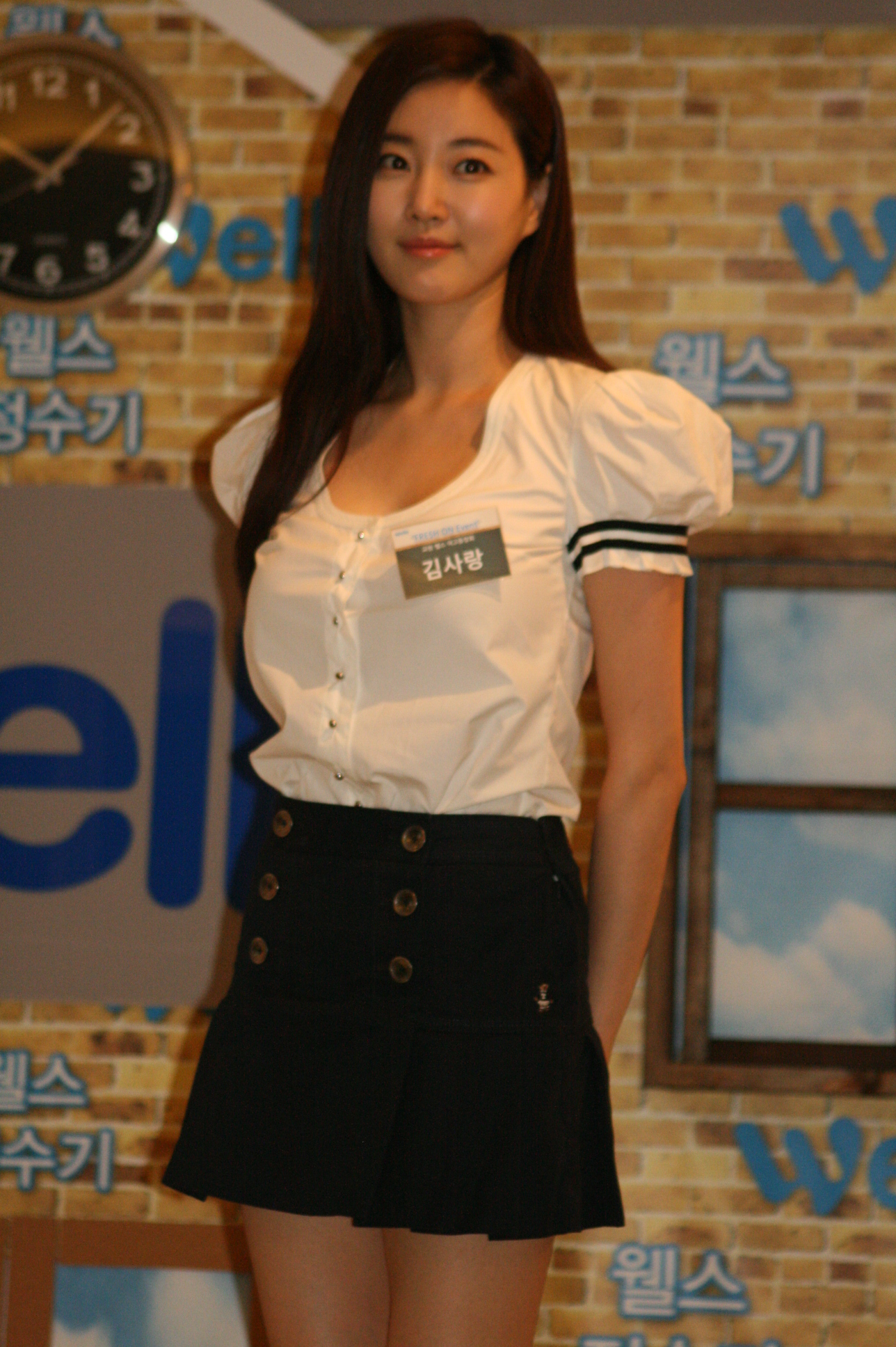
کیم سارنگ در ۲۲سالگی، ژانویه سال ۲۰۰۰.

کیم سارنگ اولین فیلم خود را در سال ۲۰۰۰میلادی در سریال درام تلویزیونی عصبانیت فرشته انجام داد، که سبب معروفیت او شد. در سال ۲۰۰۱میلادی وی در سریال درام تلویزیونی من چگونه باید باشم به عنوان بازیگر انتخاب شد. در همان سال، او اولین نقش بزرگ خود را در یک مجموعه تلویزیونی درام با عنوان مینا به دست آورد که باز هم با نظرات مثبت روبرو شد و سبب محبوبیت بیشتر کیم سارنگ شد.
در سال ۲۰۰۳میلادی، او در فیلم هزار سال عشق نقش آفرینی کرد. از دیگر نقش‌های او در تلویزیون می‌توان به حضور در فیلم‌های مردن برای عشق، من و پادشاه، توکیو آفتاب و باغ مرموز اشاره کرد.
وی آخرین بار در سریال درام تلویزیونی این عشق من است بازی کرد. کیم اولین فیلم سینمایی خود را در سال ۲۰۰۲میلادی با فیلم مردی متولد شد بازی‌کرد در ادامه، کیم همچنین در عشق: غیرممکن، چه کسی با او خوابید بازی کرد؟ و در رادیو دایز مدتی گویندگی کرد.

### خانم کره
کیم‌سارنگ در ۲۸ مه سال ۲۰۰۰ میلادی در مرکز فرهنگی Sejong، محل برگزاری مسابقه دوشیزه برتر۱۹۸۰میلادی، به عنوان خانم کره انتخاب شد. او نماینده کره در مسابقه برترین دوشیزه جهان در سال ۲۰۰۱ میلادی بود. در طول مسابقه، وی جایزه بهترین لباس ملی را که یک لباس هانبوک کره‌ای بود، به دست آورد.

## فیلم‌شناسی

### فیلم
| سال  | عنوان           | نقش           |
| ---- | --------------- | ------------- |
| ۲۰۰۲ | تولد یک مرد     | سارنگ         |
| ۲۰۰۳ | عشق غیرممکن است | اوه یونگ … هی |
| ۲۰۰۶ | داغ برای معلم   | اوم جی یانگ   |
| ۲۰۰۸ | رادیو دایز      | ماری          |

### مجموعه‌های تلویزیونی
| سال       | عنوان                               | نقش                               | شبکه           | مرجع.             |
| --------- | ----------------------------------- | --------------------------------- | -------------- | ----------------- |
| ۲۰۰۰      | خشم فرشته                           |                                   | SBS            |                   |
| ۲۰۰۱      | چگونه باید باشم                     | یو جین                            | SBS            |                   |
| ۲۰۰۱      | مینا                                | پارک مینا (بعد از جراحی)          | KBS2           |                   |
| ۲۰۰۱      | Lovers                              | کیم سا زنگ زد                     | MBC            |                   |
| ۲۰۰۲      | محبت                                | خود غرق                           | SBS            |                   |
| ۲۰۰۳      | یک رؤیای دوشیزه                     | بوگدونگ                           | KBS1           |                   |
| ۲۰۰۳      | هزار سال عشق                        | کوم هوا / برو یون بی              | SBS            |                   |
| ۲۰۰۵      | عشق برای کشتن                       | هان دا جونگ                       | KBS2           |                   |
| ۲۰۰۷      | من و پادشاه                         | Eoudong Gisaeng                   | SBS            |                   |
| ۲۰۰۷      | چگونه یک همسایه عالی را ملاقات کنیم | خودش                              | SBS            |                   |
| ۲۰۰۸      | دوش آفتاب توکیو                     | لی سو جین                         | SBS            |                   |
| ۲۰۱۰–۲۰۱۱ | باغ مخفی                            | یون تنهایی                        | SBS            |                   |
| ۲۰۱۵      | این عشق منه                         | سئو جونگ یون / جی یون دونگ        | JTBC           | [ ۴ ] [ ۵ ] [ ۶ ] |
| ۲۰۱۹      | پرتگاه                              | Go Se-yeon ( کامو، قسمتهای مختلف) | تلویزیون       | [ ۵ ]             |
| ۲۰۲۰      | انتقام گرفتن                        | کانگ هائه را                      | تلویزیون چوسون | [ ۷ ]             |

### نماهنگ
| سال  | عنوان آهنگ         | هنرمند        |
| ---- | ------------------ | ------------- |
| ۱۹۸۹ | به بانو (숙녀에게) | بیون جین سئوپ |
| ۲۰۰۷ | چون تو زن من هستی  | لی سونگ گی    |
| ۲۰۱۱ | " دیو "            | جی پارک       |

### رادیو
| سال  | عنوان          | شبکه   | ایستگاه        |
| ---- | -------------- | ------ | -------------- |
| ۲۰۱۱ | رادیو باغ مخفی | SBS FM | ایستگاه یونسول |

### سفیر
| سال  | عنوان           |
| ---- | --------------- |
| ۲۰۰۲ | سفیر صلح کودکان |

## جوایز و نامزدی‌ها
| سال  | جایزه                          | دسته‌بندی                                 | کار نامزد شده      | نتیجه     |
| ---- | ------------------------------ | ---------------------------------------- | ------------------ | --------- |
| ۲۰۰۰ | خانم کره                       | خانم کره                                 | N / A              | برنده شد  |
| ۲۰۰۱ | مسابقه خانم دوشیزه جهان        | بهترین لباس ملی                          | لباس هانبوک کره ای | برنده شد  |
| ۲۰۰۲ | سفیر                           | سفیر صلح کودکان                          | N / A              | برنده شد  |
| ۲۰۰۵ | جوایز KBS Drama                | جوایز درام جایزه زنان                    | N / A              | برنده شد  |
| ۲۰۰۵ | جوایز عملکرد KBS               | جایزه بهترین بازیگر نقش مکمل زن          | عشق برای کشتن      | برنده شد  |
| ۲۰۱۰ | جوایز درام SBS                 | بهترین بازیگر نقش مکمل زن در درام ویژه   | باغ مخفی           | نامزد شده |
| ۲۰۱۱ | اخبار سرگرمی نوزدهم جمهوری کره | جایزه ویژه ستاره CF                      | N / A              | برنده شد  |
| ۲۰۱۲ | دهمین جواهر کره                | بهترین بانوی عادلانه جواهرات             | N / A              | برنده شد  |
| ۲۰۱۵ | هشتمین دوره جوایز درام کره     | جایزه تعالی، بازیگر زن                   | این عشق منه        | نامزد شده |
| ۲۰۱۵ | چهارمین جوایز APAN Star        | جایزه تعالی، بازیگر زن در یک مجموعه کوچک | این عشق منه        | نامزد شده |